# 夕陽丘
夕陽丘（日语：／）是大阪府大阪市天王寺區西部的廣域地名，一般指稱以夕陽丘町文為中心的上町台地西側地域。行政地名包含生玉町、生玉寺町、夕陽丘町、伶人町、逢阪（1丁目）、下寺町等。這一帶已被指定為「夕陽丘風致地區」以維護此地的綠化景觀。廣域上還包含東側的生玉前町、上汐（4～6丁目）、六萬體町、南側的逢阪2丁目。
上町筋以東的上町台地東側（上本町、北山町 (大阪市)|北山町、四天王寺、小宮町一帶）也有名為「夕陽丘」的設施，但通常不包含在夕陽丘地區。
夕陽丘過去又稱夕日岡（ゆうひのおか）。

## 歷史

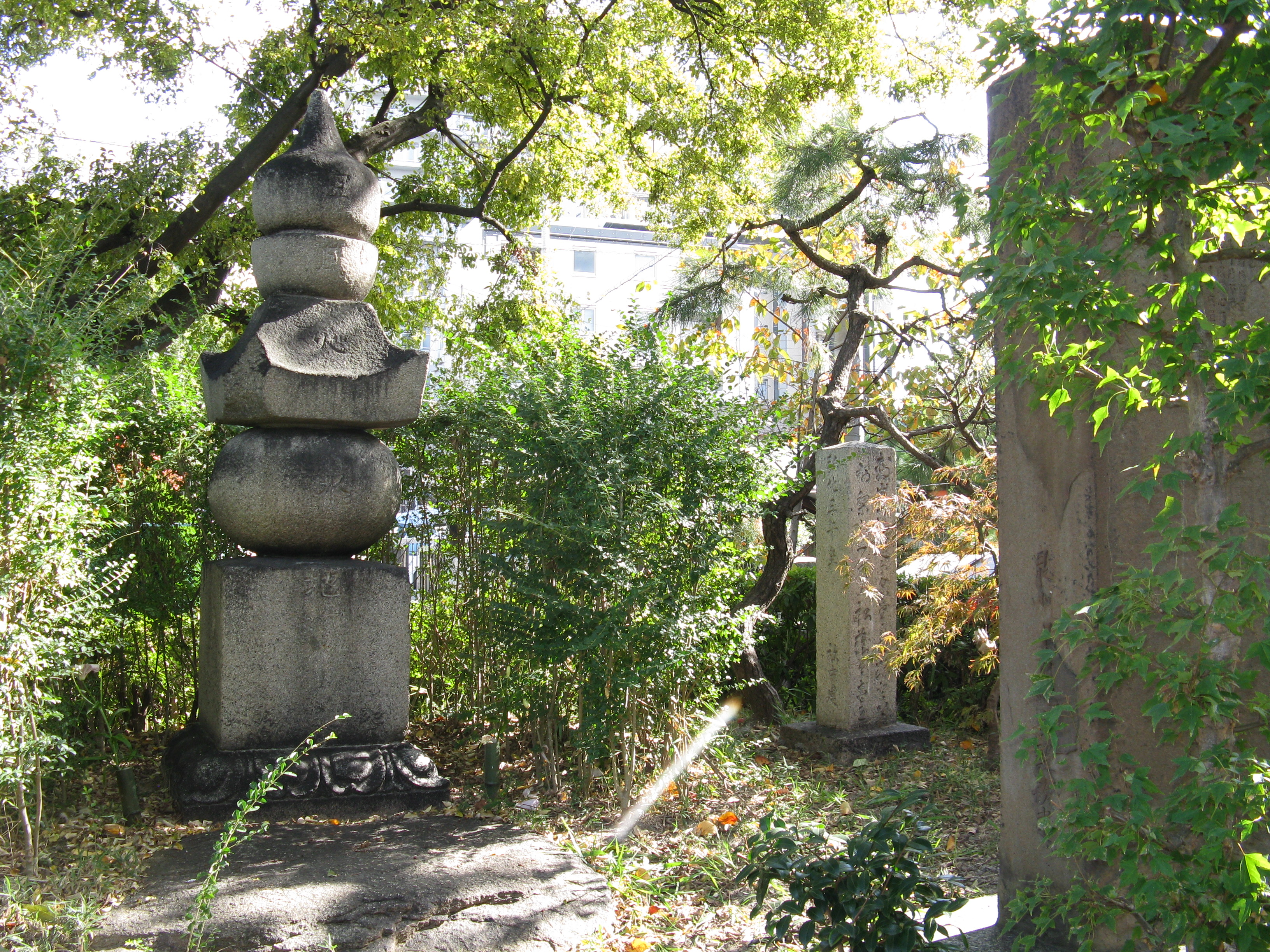
家隆塚（藤原家隆墓，夕陽丘町5）

嘉禎2年（1236年），歌人藤原家隆定居於此，住居名為『夕陽庵』（せきようあん）。此為夕陽丘地名的由來。
此地在過去是觀賞大阪灣日落的景點，大江神社、新清水寺、四天王寺西門皆是著名觀賞景點。現在夕陽丘町與六萬體町在過去是寺町「天王寺寺町」，生玉町與生玉寺町的東側在過去是「生玉中寺町」，西側在過去是「生玉寺町」。
幕末國學者伊達宗廣因崇拜藤原家隆，於明治初期建造住居「自在庵」，並將此地命名為「夕日岡」。明治5年因健康欠佳搬往東京。明治10年宗廣逝世時，要求在家隆塚附近埋葬。後來包括親生子陸奧宗光等9名家族成員埋葬於此。（昭和28年宗廣與陸奧家一族改葬鎌倉壽福寺）
夕日岡（狹義上）的地名後來成為南區天王寺大字天王寺字夕陽丘，後改稱南區天王寺夕陽丘町，之後再改為現行地名。
太平洋戰爭時期，此地遭受空襲而損失慘重。昭和23年於上町台地上舉辦復興博覧會重建此地，建設許多親子設施。
2009年，作為大阪市「上町台地 MILD HOPE ZONE事業」（上町台地マイルドHOPEゾーン事業）的一環，都市整備局將家隆塚整備為「夕陽を見る場」（觀賞夕陽地點），5月29日舉行紀念演講會。

## 地理
位於上町台地西側，北至千日前通，南至國道25號線（逢坂），東至谷町筋，西至松屋町筋。前述所說的風致地區指定區內大學、高中林立，以及許多神社、佛教寺院，是寧靜的住宅區。
這裡也是天王寺七坂（真言坂、源聖寺坂、口繩坂、愛染坂、清水坂、天神坂、逢坂）所在地。

### 主要設施

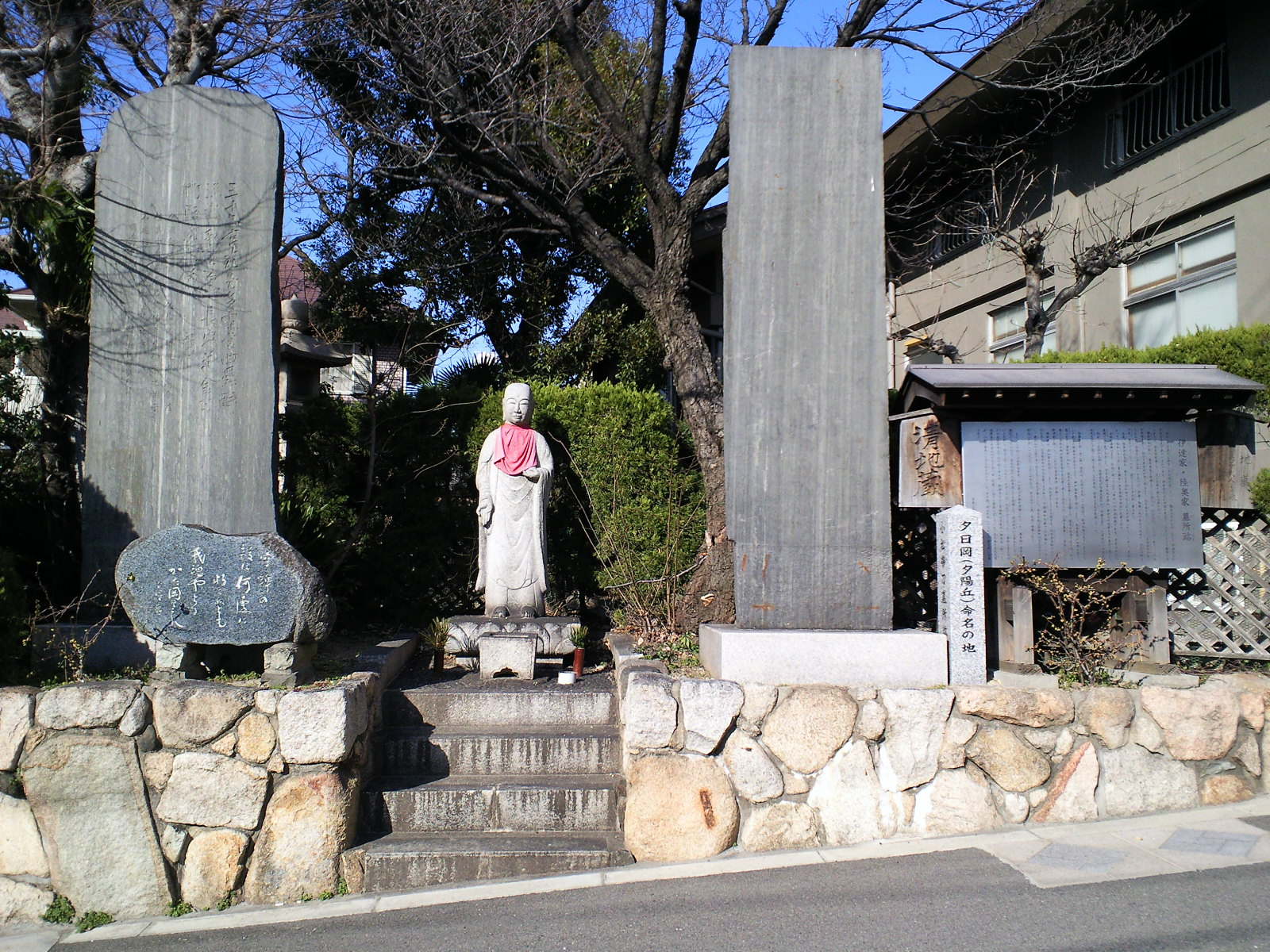
清地藏與夕陽丘阡表（地藏右側）
一旁有「夕日岡（夕陽丘）命名之地」碑。（夕陽丘町5）

神社、佛閣
- 生國魂神社（生玉寺町）
- 勝鬘院（日语：勝鬘院）愛染堂（夕陽丘町）
- 大江神社（夕陽丘町）
- 新清水寺（日语：清水寺 (大阪市)）（伶人町）
- 興禪寺（日语：興禅寺 (大阪市天王寺区)）（伶人町）
- 安井神社（日语：安井神社 (大阪市)）（逢阪）

等。
學校
- 大阪夕陽丘學園短大、高等學校（日语：大阪夕陽丘学園高等学校）（生玉寺町）
- 大阪星光學院中學校、高等學校（日语：大阪星光学院中学校・高等学校）（伶人町）

其他
- 生玉公園（生玉寺町）
- 大阪府立特許情報中心（日语：大阪府立特許情報センター）（伶人町）
- 大阪市營地下鐵谷町線四天王寺前夕陽丘站（夕陽丘町）
- 家隆塚（夕陽丘町）
- 清地藏（夕陽丘町）

家隆塚附近，稱念寺旁的地藏。因同情20歲逝世的陸奥宗光長女清子而打造的等身大地藏。
地藏旁有「夕日岡（夕陽丘）命名之地」「伊達宗廣 陸奧宗光 墓所跡」「小松帶刀墓所跡」的石碑。另有一座伊達宗廣彰顯碑「夕陽丘阡表」。

## 備註
1. ↑  大阪市　都市整備局　【報道発表資料】上町台地・夕陽丘の「家隆塚(かりゅうづか)」整備工事完成を記念して講演会を開催します！ 的存檔，存档日期2009-06-16. - 平成21年5月15日　14時発表

## 出處、參考文獻
- 角川日本地名大辞典 「夕陽丘」（JLogos版）
- [保存版] 大阪夕陽丘歴史散策ガイド （三善 貞司 著，一心寺 2004年3月 ISBN 4882695529）